# Enrique García Álvarez (dramaturgo)
Enrique García Álvarez (Madrid, 10 de octubre de 1873-Madrid, 23 de enero de 1931) fue un dramaturgo y compositor español.

## Biografía
Nacido en Madrid el 10 de octubre de 1873, desde muy joven se dio a conocer en las principales de revista de su tiempo con artículos y versos festivos que le conquistaron rápidamente la popularidad.
Luego, abordó el teatro y en colaboración con Antonio Palomero estrenó su primera obra, La trompa de caza, juguete cómico en un acto, que logró en el Teatro de Recoletos caluroso éxito.

Después produjo más de un centenar de títulos en colaboración con, entre otros, Carlos Arniches, José López Silva, Antonio Paso y Cano y Pedro Muñoz Seca.

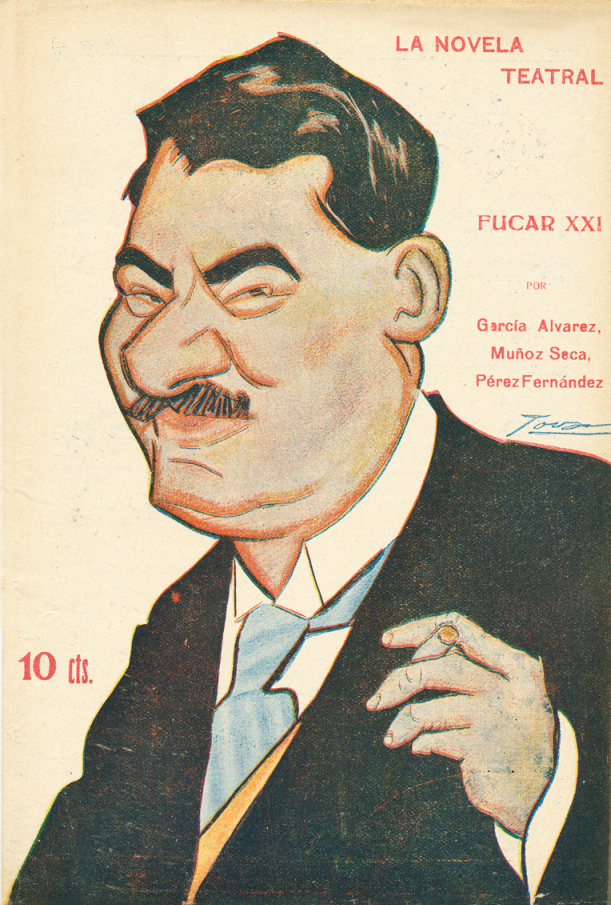
Caricaturizado por Tovar en un número de La Novela Teatral (1917)

El rey del retruécano y del chiste explosivo, colocaba todos los años con regularidad cuatro o cinco obras en cartel, aunque no llegaran a disfrutar del apoyo de la crítica. Sus textos resultan hoy interesantes documentos sociológicos que todo historiador debe tener en cuenta.
Era, sin embargo, un maestro del humor, incapaz de levantar el vuelo creativo más allá de los miles de chistes y juegos de palabras que escribió, gracias a un ingenio sin demasiadas ambiciones.
A pesar de las críticas de unos, era muy admirados por otros, hasta tal punto que Miguel Mihura llegó a decir de él que era «el autor que más había admirado en su juventud, el más desorbitado, el menos burgués, quizá el maestro de los que después empezamos a cultivar lo disparatado».
Compuso la partitura de muchas de sus obras lírico-dramáticas (prácticamente siempre, al igual que los libretos, en colaboración con otros autores), además de otros muchos números musicales que no firmó, dentro de las numerosas zarzuelas para las que escribió el libreto.
Falleció en su ciudad natal el 23 de enero de 1931.

## Anécdotas

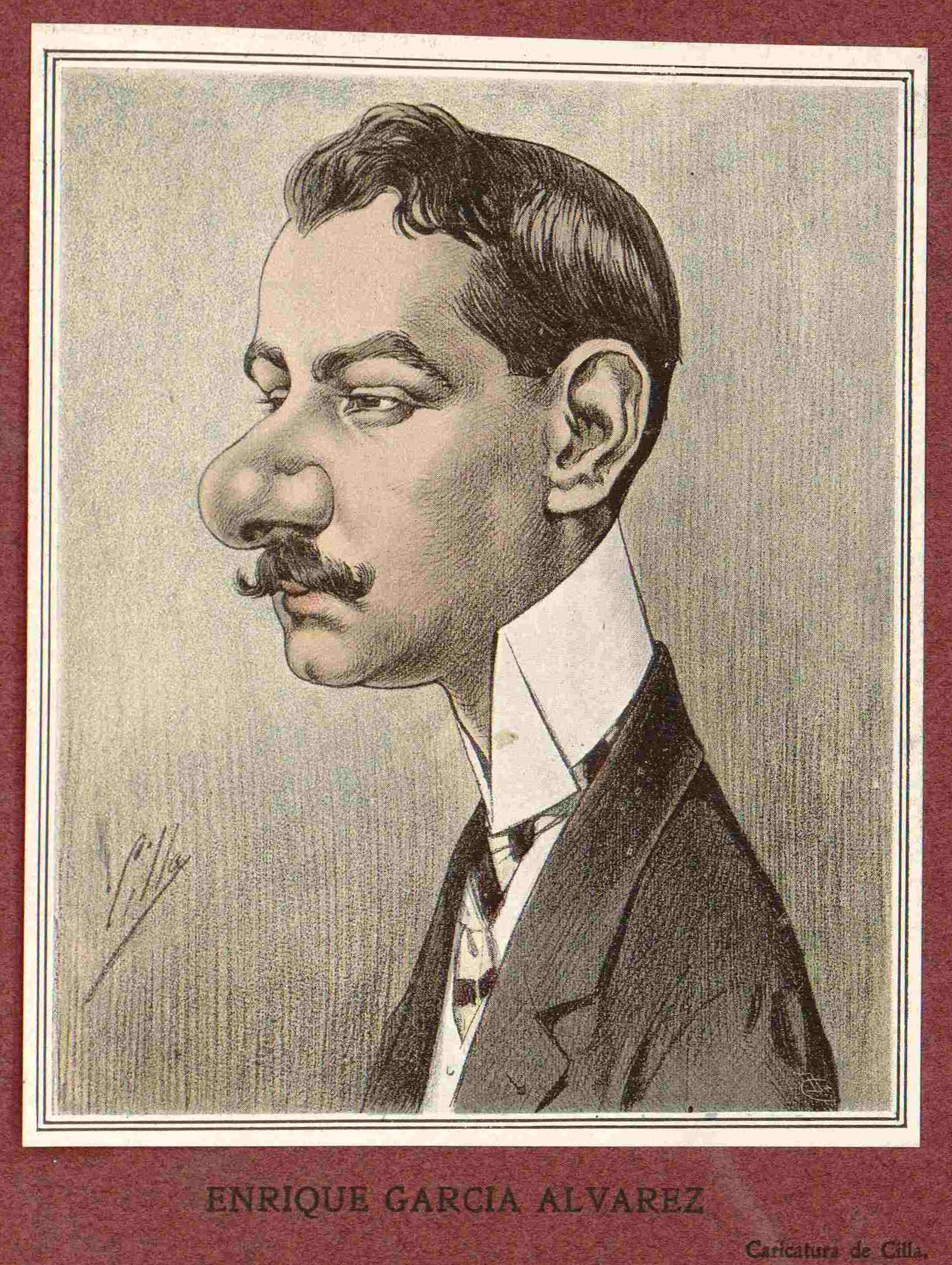
Caricaturizado por Cilla (1906)

- Su madre falleció tras descolgarse el ascensor en el que viajaba. Durante el velatorio, el dramaturgo se puso en pie a la cabecera de la finada y le dedicó los siguientes versos: «Cuando se murió mi madre / si la querría el señor / que para llevarla al cielo / se la llevó en ascensor», con la consiguiente estampida de carcajadas de los perplejos asistentes.

- Solía pasar largas horas metido en la cama, de la que salía para asistir a ensayos, estrenos y muy pocas cosas. Se cuenta en una ocasión que un autor novel le trajo una obra para pedirle colaboración. Al empezar a leerla, Enrique le pidió que se acercara a la cama, al rato le pidió que se sentara, más tarde que se tumbara. Al final, al entrar la criada, los encontró a los dos durmiendo a pierna suelta y con las cuartillas desparramadas por el suelo.

- También era un tipo muy hipocondríaco, siempre hacia grandes pedidos a la farmacia y estaba al tanto de todas las novedades. En una ocasión, al hacer reformas en su casa, cogió un gran resfriado; una mañana comenzó a gritar: «Abrid las ventanas, abridlas». Corrieron los criados y familiares a abrir las ventanas, a lo que él, desesperado, contestó: «¡Esas no, las de la nariz, las de la nariz!».

## Obras
De su colaboración muy frecuente con Antonio Paso resultaron, entre otras, La alegría de la huerta (1900), Los cocineros (1897), Churro Bragas (1899) y El niño judío (1905). 
Fruto de su colaboración con Pedro Muñoz Seca son El verdugo de Sevilla (1916), La frescura de Lafuente (1917) y La Academia.
Otro de sus colaboradores fue Carlos Arniches, con el cual fructificó en numerosas obras, como Alma de Dios (1907), Gente Menuda, El fresco de Goya o El Príncipe Casto.
Otros títulos importantes fueron:
Teatro
- La marcha de Cádiz
- El pobre Valbuena
- El perro chico
- La gente seria
- Los cuatro Robinsones.
- La frutería de frutos o que colección de brutos
- Fúcar XXI (también coautor de la música)
- La Trompa de Caza
- El asombro de García
- Los rancheros
- Larrea y Lamata
- El fin de edmundo
- Las cacatúas
- La mala memoria
- Las escopetas
- La boda (también coautor de la música)
- El puesto de "antiquités" de Baldomero Pagés
- Calixta la prestamista o El niño de Buenavista
- La Caravana de Ambrosio
- Los chicos de Lacalle
- Los rancheros
- La tragedia de Laviña o el que no come "la diña"
- Clara Luna
- Congreso Feminista
- Luna de miel
- El Vizconde se divierte o quince penas de muerte
- Pancho Virondo
- El ratón
- El maestro vals (también coautor de la música)
- El pollo Tejada
- Mi papá
- ¡Hasta la vuelta!
- La venus de piedra (también coautor de la música)
- El fin de "Rocambole"
- La Cursilona
- La casa de las comadres
- El bueno de Guzmán (también coautor de la música)
- Riña de gallos
- Juanito y su novia
- El cabo Pinocho (también coautor de la música)
- El rey del tabaco
- El método Gorritz
- El Missisipi
- La Zingara
- Genio y Figura
- El Cuarteto Pons
- ¡Pobre España!
- La comisaria (también coautor de la música)
- El terrible Pérez
- La remolino
- La muerte de Agripina
- El famoso Colirón

Relatos
- Liluchi y Fifuchi Blasco o él está el mundo que es un asco
- Las pirámides de Sal, el verdadero libro de la risa
- El que a hierro mata, es una bestia
- Garagarza o El monstruo de Anita Esparza